# Rechsteineria merckii
Rechsteineria merckii là một loài thực vật có hoa trong họ Tai voi. Loài này được (H. Wendl.) Kuntze miêu tả khoa học đầu tiên năm 1891.